# Yerkebulan Seidakhmet
Yerkebulan Seidakhmet (Taraz, 4 de febrero del 2000) es un futbolista kazajo que juega de delantero en el F. C. Kairat Almaty de la Liga Premier de Kazajistán. Es internacional con la selección de fútbol de Kazajistán.

## Selección nacional
Debutó con la selección de fútbol de Kazajistán el 23 de marzo de 2018, anotando además un gol en la victoria por 2-3 frente a la selección de fútbol de Hungría.  
Se convirtió en un fijo para el seleccionador para la Liga de Naciones de la UEFA 2018-19, donde, además, se estrenó como goleador en la jornada 4, en la goleada por 4-0 de su selección frente a la selección de fútbol de Andorra.

## Clubes
| Club                      | País       | Año       |
| ------------------------- | ---------- | --------- |
| F. C. Taraz               | Kazajistán | 2017-2018 |
| F. C. Ufa                 | Rusia      | 2018-2019 |
| PFC Levski Sofia (cedido) | Bulgaria   | 2019      |
| F. C. Kairat Almaty       | Kazajistán | 2019-act. |
| F. C. Zhetysu (cedido)    | Kazajistán | 2020      |